# Kulczyk Investments
Kulczyk Investments SA (dawniej Kulczyk Investment House SA) – przedsiębiorstwo z siedzibą w Luksemburgu, założone w 2007, prowadzące działalność inwestycyjną. Jest właścicielem aktywów w branży energetycznej, infrastruktury, nieruchomościach oraz nowych technologii.
W listopadzie 2008 spółka ogłosiła zmianę nazwy z Kulczyk Investment House na Kulczyk Investments.
Nazwa przedsiębiorstwa pochodzi od nazwiska zmarłego 29 lipca 2015 biznesmena i założyciela Kulczyk Holding, Jana Kulczyka, pełniącego do swojej śmierci funkcję przewodniczącego rady nadzorczej Kulczyk Investments.
Grupa Kulczyk była m.in. twórcą polskiej grupy motoryzacyjnej, importera i dealera samochodów marki Skoda, Volkswagen, Audi, Porsche i Bentley, która w ciągu 20 lat sprzedała ponad 1 mln samochodów. Współtworzyła Kompanię Piwowarską, była strategicznym partnerem grupy SABMiller, a przed globalną fuzją – AB InBev. Wartość posiadanych udziałów została wyceniona na ponad 10 mld zł. Grupa Kulczyk była także pomysłodawcą oraz liderem konsorcjum realizującego budowę pierwszej, prywatnej autostrady w Polsce oraz stroną w budowie odcinka autostrady A2 Konin – Świecko, którego budowa kosztowała łącznie 9 mld zł.
W 2007 roku na fundamentach KH powstaje międzynarodowa grupa inwestycyjna, działająca w sektorach ropy naftowej, gazu, surowców mineralne, produkcji energii, dystrybucji oraz handlu energią i gazem, a także infrastruktury. W 2014 roku Grupa Kulczyk Investments została strategicznym akcjonariuszem spółki Ciech (nazwa zmieniona została na Qemetica).
Kulczyk Investments należy do Sebastiana Kulczyka, spółka rozwija się przede wszystkim w sektorze nowych technologii. Inwestuje długoterminowo w średniej wielkości europejskie spółki w wybranych sektorach, a poprzez fundusz venture capital Manta Ray buduje portfel spółek technologicznych i wspiera przedsiębiorców wdrażających rozwiązania transformacyjne m.in. dla sektorów edukacji, biotechnologii oraz infrastruktury przyszłości.
Przedsiębiorstwem kieruje zarząd, w skład którego wchodzą:
- Dawid Jakubowicz (Prezes Zarządu Kulczyk Investments)
- Jarosław Romanowski (CFO Kulczyk Investments)
- Krzysztof Andrzejewski (CDO Kulczyk Investments)

W skład Rady Nadzorczej wchodzą:
- Sebastian Kulczyk – Przewodniczący Rady Nadzorczej
- Wolfgang M. Fritz
- Marek Kośnik
- Hugues Delcourt
- Hans Vanoorbeek

W tworzeniu i realizacji międzynarodowych strategii rozwoju w latach 2012–2014 zarząd wspierała Międzynarodowa Rada Doradców, w składzie:
- James L. Jones(inne języki) (ang.), emerytowany generał Marines, były doradca ds. bezpieczeństwa narodowego w kancelarii prezydenta Barracka Obamy. Były dowódca NATO.
- Horst Köhler, Prezydent Republiki Federalnej Niemiec (2004-2009) oraz przewodniczący Międzynarodowego Funduszu Walutowego i dyrektor EBOiR
- Aleksander Kwaśniewski, Prezydent Rzeczypospolitej Polskiej (1995-2005), uczestnik międzynarodowego życia publicznego.

Siedziba Kulczyk Investments mieści się w Luksemburgu.

## Sektory działalności

### Przemysł chemiczny
Kulczyk Investments, poprzez spółkę zależną KI Chemistry, jest właścicielem Qemetica (dawniej Ciech SA). W latach 2003–2011, Kulczyk Investments, poprzez spółkę zależną Kulczyk Holding, był właścicielem zakładów chemicznych POCH z Gliwic.

### Infrastruktura
Za pośrednictwem spółek zależnych Kulczyk Investments realizował strategiczne inwestycje w infrastrukturę drogową w Polsce. 1 grudnia 2011 roku, na pół roku przed terminem, został oddany do użytku drugi odcinek autostrady A2 do granicy z Niemcami w Świecku. Łączne nakłady inwestycyjne budowy obydwu odcinków autostrady (Konin – Nowy Tomyśl i Nowy Tomyśl – Świecko) wyniosły ponad 9 mld zł. Dokonano również pakietów spółek koncesyjnych AWSA, AWSA II oraz AESA i A2 Route. Po ponad 30 latach Sebastian Kulczyk zdecydował się na sprzedaż autostradowej grupy. Spółka KI One posiadała 23,8 proc. udziałów w spółce Autostrada Wielkopolska (AWSA) i 40 proc. udziałów w spółce Autostrada Wielkopolska II (AWSA II). Sprzedane zostały również Autostrada Eksploatacja (AESA), odpowiedzialna za utrzymanie koncesyjnych odcinków autostrady A2 oraz budowlana spółka A2 Route; nabywcą aktywów został francuski fundusz inwestycyjny Meridiam.

### Surowce mineralne
Kulczyk Investments inwestuje długofalowo w poszukiwanie i wydobycie surowców mineralnych, głównie ropy naftowej i gazu ziemnego oraz rud żelaza i węgla kamiennego. Spółka buduje zdywersyfikowany geograficznie portfel projektów o zróżnicowanym profilu ryzyka i stopniu zaawansowania: od przedsięwzięć poszukiwawczych, poprzez aktywa w fazie zagospodarowania, po projekty wydobywcze. Grupa firm prowadzi łącznie ponad 100 projektów w 30 krajach na 4 kontynentach, na terenach koncesyjnych o łącznej powierzchni ponad 260 tys. km², czyli obszarze przekraczającym połowę powierzchni Polski.

### Nowe technologie
Poprzez Manta Ray VC Kulczyk Investments inwestują w firmy technologiczne na całym świecie. Fundusz venture capital koncentruje się na spółkach tworzących innowacyjne produkty lub świadczących usługi o globalnym potencjale. Stawia na jakość zespołów, produkt lub usługę, potencjał innowacyjny, skalowalność projektu oraz jego perspektywy rynkowe. Wspiera przedsiębiorców z unikalnymi pomysłami i znaczącym potencjałem wzrostu.

### Nieruchomości
Poprzez podmioty zależne Kulczyk Investments zarządza portfelem nieruchomości. W 2010 Kulczyk Investments w partnerstwie z Silverstein Properties, jednym z najbardziej znanych amerykańskich przedsiębiorstw działających w branży nieruchomości, powołał spółkę Kulczyk Silverstein Properties, która działała na rynku nieruchomości komercyjnych w regionie Europy Środkowo-Wschodniej. W ramach NOHO Investment KI prowadzi działalność w sektorze nieruchomości. Deweloper realizuje 5 tys. jednostek mieszkalnych w całej Polsce o łącznej powierzchni ponad 300 tys. m².

### Inwestycje
Kulczyk Investments, pośrednio bądź bezpośrednio, posiada akcje lub udziały spółek:
Inwestycje aktualne
- Nowe technologie: Manta Ray VC, Beyond.pl, Stanusch Technologies, Fibaro
- Surowce mineralne: QKR Namibia Navachab Gold Mine
- Przemysł chemiczny: Ciech (obecnie Qemetica)
- Nieruchomości: Noho
- Centrum daych: Beyond.pl

Inwestycje zrealizowane
- Telekomunikacja: Telekomunikacja Polska SA, Polska Telefonia Cyfrowa Sp. z o.o. (ERA GSM)
- Paliwa: PKN Orlen SA
- Usługi finansowe: TUiR Warta SA, PTE WARTA S.A.
- Motoryzacja: Škoda Auto Polska SA, Kulczyk Pon Investment B.V.
- Przemysł chemiczny: POCH SA
- Browarnictwo: Kompania Piwowarska SA
- Logistyka: Pekaes SA
- Infrastruktura: Autostrada Wielkopolska SA, Autostrada Wielkopolska II SA, Autostrada Eksploatacja SA
- Browarnictwo: AB InBev